# Secret Treaties
Secret Treaties es el tercer álbum de Blue Öyster Cult, lanzado en 1974 por Columbia Records.
Está considerado tanto por críticos como por fanes como su mejor disco de estudio. El álbum permaneció 14 semanas en el listado de álbumes de EE. UU. hasta llegar al número 53, fue certificado oro por la RIAA en 1992.
En una encuesta de 1975 entre periodistas especializados, llevada a cabo por la revista Melody Maker, Secret Treaties fue votado como el "mejor disco de rock de todos los tiempos", mientras que en 2010 el servicio de música en línea "Rhapsody" lo denominó "uno de los máximos discos de proto-metal de todos los tiempos".
La ilustración de portada, obra del artista Ron Lesser, muestra a la banda junto a un Messerschmitt Me 262, inspirada en una de las canciones del LP. La famosa "poetisa punk" Patti Smith colaboró en la autoría del primer tema del disco: "Career of Evil".

## Lista de canciones
Lado A
1. Career of Evil (Albert Bouchard, Patti Smith)
2. Subhuman (Eric Bloom, Sandy Pearlman)
3. Dominance and Submission (Albert Bouchard, Eric Bloom, Sandy Pearlman)
4. ME 262 (Eric Bloom, Donald Roeser, Sandy Pearlman)

Lado B
1. Cagey Cretins (Albert Bouchard, Richard Meltzer)
2. Harvester of Eyes (Donald Roeser, Eric Bloom, Richard Meltzer)
3. Flaming Telepaths (Albert Bouchard, Eric Bloom, Sandy Pearlman, Donald Roeser)
4. Astronomy (Joe Bouchard, Albert Bouchard, Sandy Pearlman)

### Bonus tracks CD 2001
1. Boorman the Chauffer (J. Bouchard, M. Krugman)
2. Mommy (E. Bloom, R. Meltzer)
3. Mes Dames Sarat (A. Lanier)
4. Born to Be Wild (M. Bonfire)
5. Career of Evil -single version (A. Bouchard, P. Smith)

## Personal
- Eric Bloom: voz, guitarra rítmica, sintetizadores
- Buck Dharma (Donald Roeser): primera guitarra, voz
- Albert Bouchard: batería, voz en "Dominance and Submission"
- Joe Bouchard: bajo
- Allen Lanier: teclados, guitarra